# Арнульф Райнер
Арнульф Райнер (нім. Arnulf Rainer; рід. 8 грудня 1929 року, Баден, Австрія) — австрійський художник, автор картин у жанрі неформального абстрактного мистецтва.

## Біографія
Арнульф Райнер народився у місті Баден, Нижня Австрія. У роки своєї ранньої творчості перебував під впливом художників-сюрреалістів. У 1947 році він познайомився з роботами сучасного мистецтва на виставці Британської Ради в Клагенфурті (там були представлені картини таких художників, як Пол Неш, Френсіс Бекон, Стенлі Спенсер та Генрі Мур). За наполяганням батьків 1947 року він вступив на навчання до Федерального училища торгівлі у Філлаху за фахом будівельник, і закінчив його в 1949 році.
У 1950 році Райнер заснував творче об'єднання «Собача група» (Hundsgruppe), до якої увійшли такі австрійські художники, як Ернст Фукс, Арік Бравер та Йозеф Мікль. Приблизно після 1954 року стиль Райнера еволюціонував у напрямку «руйнування форм»: у цих роботах пізнішого періоду почали переважати чорніння, перефарбування і зафарбовування ілюстрацій та фотографій. Райнер став близьким до Віденського акціонізму — течії, що демонстрував боді-арт та твори живопису, створені під впливом наркотичних засобів. Художник написав безліч картин на тему Хіросіми та зокрема про ядерне бомбардування міста, його політичні та біологічні наслідки.
1978 року Арнульф Райнер був відзначений престижною Австрійською державною премією. Того ж року, а також у 1980-му, він був представником Венеційської бієнале від Австрії. З 1981 по 1995 рік Райнер обіймав посаду професора в Академії образотворчих мистецтв у Відні. Варто згадати, що сам він одного разу вступив до цієї академії, але провчився в ній лише три дні та вирішив поки́нути її, оскільки вважав, що вона не дасть йому достатньо позитивного досвіду.
Роботи Арнульфа Райнера нині представлені у Нью-Йоркському музеї сучасного мистецтва та в музеї Соломона Р. Гуггенхайма у Нью-Йорку. Найвищим визнанням його робіт стало відкриття Музею Арнульфа Райнера у Нью-Йорку у 1993 році. Його роботи також демонструються у палаццо Європейського культурного центру у Венеції під час проведення бієнале починаючи з 2011 року. У 2011 році художник опублікував книжку «Незакінчений до смерті», присвячену своєму баченню мистецтва.
Райнер також був членом німецького художнього об'єднання Лорд Джим Лодж.